# Ventalon-en-Cévennes
Ventalon-en-Cévennes è un comune francese del dipartimento della Lozère nella regione dell'Occitania.
È stato creato il 1º gennaio 2016 dalla fusione dei preesistenti comuni di Saint-Frézal-de-Ventalon e Saint-Andéol-de-Clerguemort.
Il capoluogo è la località di Saint-Frézal-de-Ventalon.